# Johann Nicolaus Prell
Johann Nicolaus Prell, född 1773 i Hamburg, död 1849, var en tysk violoncellvirtuos. Han var far till August Christian Prell. 

## Biografi
Johann Nicolaus Prell föddes 1773 i Hamburg. Han var violoncellvirtuos och avled 1849. Prell var far till August Christian Prell.
Prell var lärjunge till Bernhard Romberg och själv lärare till Sebastian Lee.